# Magari (Renato Zero)
Magari è un singolo del cantautore italiano Renato Zero, pubblicato nel 2004 come quarto estratto dall'album in studio Cattura.

## Descrizione
Magari è stata composta da Geoff Westley e Renato Zero. Estratta come quarto singolo, entrò in rotazione radiofonica nel settembre 2004 per promuovere la tournée autunnale nei palasport Il sogno continua... in tour, partita il 16 ottobre 2004 da Genova.
Il brano è una ballad romantica e diventò subito uno dei più apprezzati dal pubblico fin dal giorno di uscita dell'album Cattura, tanto da divenire la canzone di maggior successo del disco; infatti, ancor prima che uscisse come singolo radiofonico, si puntò molto su di essa durante il periodo di promozione proponendola varie volte durante le ospitate radiofoniche e televisive. 
Fu presentata, in anteprima, al concerto-evento di presentazione del disco tenutosi il 3 novembre 2003 al Teatro Eliseo di Roma insieme ad altri brani inediti presenti in Cattura e ad alcuni successi del passato. A questa serata parteciparono 800 persone, tra cui Walter Veltroni, sindaco di allora della Capitale. L'evento venne trasmesso in diretta radiofonica su Rai Radio 1.
Fu eseguita, per la prima volta, durante la settima puntata del varietà televisivo condotto da Giorgio Panariello Torno sabato... e tre, andata in onda dalla Fiera di Cagliari su Rai 1 l'8 novembre 2003, il giorno dopo l'uscita dell'album.
Successivamente, venne interpretata anche durante la seconda puntata di Sogni, trasmissione condotta da Raffaella Carrà, andata in onda il 14 febbraio 2004 su Rai 1.
Fu inserita, inoltre, nelle scalette dei tour Cattura... il sogno, svoltosi negli stadi tra maggio e giugno 2004, e Il sogno continua... in tour, portato nei palazzetti dello sport nell'autunno dello stesso anno.
Molte sono state le esecuzioni del brano durante le tournée successive, ad eccezione dello Zeronovetour (2009) e di Zerovskij (2017), e le apparizioni televisive nel corso degli anni, tanto da farlo diventare un classico del repertorio di Zero; infatti, la canzone è diventata immancabile nei concerti di Renato.
Al contrario del precedente singolo Come mi vorresti, Magari non fu messa in commercio su CD, ma fu pubblicata solo ed esclusivamente su CD singolo promozionale destinato alle radio.

## Tracce
1. Magari (Radio Edit) – 5:14